# Krigsmillionæren
Krigsmillionæren er en dansk stumfilm fra 1919, der er instrueret af Emanuel Gregers efter manuskript af Valdemar Andersen.

## Handling
Filmen handler om en mands liv fra han som dreng vogter kvæg, hans voksenliv som gullaschbaron og til han efter personlig ruin sidder ene og fattig tilbage.

## Medvirkende
- Anton de Verdier - Erik Vang
- Henrik Malberg - Palle Jensen
- Ingeborg Spangsfeldt - Inger, doktor Holsts datter
- Bertel Krause - Spækhøker Mortensen
- Jutta Lund - Trine, spækhøkerens datter
- Ella Hoff Hansen - Jette Beck
- Svend Melsing - Jørgen, Eriks søn
- Else Weng - Stella, Palles datter
- Elisabeth Frederiksen - Else, Palles datter
- Birger von Cotta-Schønberg - Axel, Jette Becks søn
- Gerhard Jessen - Friherren
- Frederik Jacobsen
- Carl Schenstrøm
- Peter Nielsen
- Agnes Lorentzen